# Farfelu malrucien
Le farfelu est un genre littéraire, pratiqué par le jeune André Malraux. Il désigne trois œuvres de prose poétique : Lunes en papier (1921), Écrit pour une idole à trompe (s.d.) et Royaume-farfelu (1928).
Influencé surtout par le « cubisme littéraire » de Max Jacob et de Guillaume Apollinaire, ce genre a été redécouvert dans les années 1960 grâce aux travaux d'André Vandegans (notamment La Jeunesse littéraire d'André Malraux, 1964), de Michel Autrand et, dans une moindre mesure, aux analyses sociocritiques données par Lucien Goldmann.